# Paul Veritas
Paul Veritas (Enghien-les-Bains, 22 dicembre 1995) è un giocatore di football americano francese, che  gioca come linebacker per i Paris Musketeers..
Dopo aver giocato per le giovanili dei Monarques de Saint-Denis passa le stagioni dalla 2015 alla 2018 presso due squadre universitarie canadesi; torna quindi in Francia nella prima squadra degli stessi Monarques. Nel 2020 gioca per gli Iron Mask de Cannes, mentre nel 2021 è prima membro dei Black Panthers de Thonon, poi dei tedeschi New Yorker Lions. Dal 2022 gioca in ELF, prima per gli Stuttgart Surge e poi per i Paris Musketeers.

## Palmarès
- 1 Campionato Île-de-France (Monarques de Saint-Denis, 2019)